# Partit Socialista Revolucionari (Portugal)
El Partit Socialista Revolucionari (oficialment Partido Socialista Revolucionário en portuguès) (PSR) va ser un partit polític portuguès d'ideologia comunista i trotskista. Fou creat l'any 1978, durant el congrés en el qual la Lliga Comunista Internacional (LCI) es fusionà amb el Partit Revolucionari dels Treballadors (PRT) i integrà un conjunt de militants de diverses corrents trotskistes.
Actualment és un corrent intern del Bloco de Esquerda.